# The Girl Thief
Pour plus de détails, voir Fiche technique et Distribution.
The Girl Thief est un film muet américain réalisé par Sidney Olcott et produit par la Kalem Company, sorti en 1910.

## Fiche technique
- Titre original : The Girl Thief
- Réalisateur : Sidney Olcott
- Scénario :
- Photographie :
- Montage :
- Société de production : Kalem Company
- Société de distribution : Kalem Company
- Pays d'origine :  États-Unis
- Lieu de tournage : Jacksonville (Floride)
- Métrage : 277 mètres (1 bobine)
- Format : Noir et blanc — 35 mm — 1,33:1 — Muet
- Genre : Film dramatique
- Durée : 9 minutes et 10 secondes
- Dates de sortie :
  -  États-Unis : 4 mars 1910 (New York)

### À noter
- Le film est tourné à Jacksonville en Floride où la Kalem Company a installé un studio.